# انقلاب اجتماعی
انقلاب‌های اجتماعی (به انگلیسی: Social revolutions) تغییرات ناگهانی در ساختار و ماهیت جامعه هستند. این انقلاب‌ها معمولاً با دگرگونی در جامعه، اقتصاد، فرهنگ، فلسفه و فناوری نیز شناخته میشوند و به تغییر نظام سیاسی محدود نیستند.

## بررسی اجمالی
تدا اسکاچپول در مقاله خود «فرانسه، روسیه، چین» نوشته‌است: «تحلیل ساختاری انقلاب‌های اجتماعی بیان می‌کند که انقلاب اجتماعی ترکیبی از دگرگونی ساختاری کامل و تحولات عظیم طبقاتی است.» او با ترکیب تعاریف ساموئل پی. هانتینگتون و ولادیمیر لنین به این تعریف می‌رسد که «این یک تغییر سریع، اساسی و خشونت‌آمیز داخلی در ارزش‌ها و اسطوره‌های مسلط جامعه، در نهادهای سیاسی، ساختار اجتماعی، رهبری، و فعالیت‌های دولتی آن است.» و اینکه انقلاب‌ها «جشنواره‌های سرکوب‌شدگان هستند…[که به‌عنوان پدیدآورندگان نظم اجتماعی جدید عمل می‌کنند». او همچنین بیان می‌کند که این تعریف بسیاری از انقلاب‌ها را مستثنی می‌کند، زیرا آنها نمی‌توانند یکی یا هر دو بخش این تعریف را برآورده کنند.
دانشگاهیان عوامل خاصی را شناسایی کرده‌اند که از ظهور انقلاب‌ها می‌کاهند. بسیاری از مورخان معتقدند که ظهور و گسترش متدیسم در بریتانیای کبیر مانع از توسعه انقلاب در آنجا شد. جان وسلی و پیروان متدیستش علاوه بر موعظه انجیل مسیحی، از زندانیان و همچنین افراد فقیر و مسن دیدن کردند و بیمارستان‌ها و داروخانه‌هایی ساختند که خدمات بهداشتی رایگان برای توده‌ها فراهم می‌کردند. ویلیام اچ. سواتوس، جامعه‌شناس اظهار داشت: «شوق روش‌گرایان، انسان‌ها را متحول کرد، و آنها را فرا خواند تا کنترل عقلانی بر زندگی‌شان اعمال شود، در حالی که در سیستم نظم و انضباط متقابل، امنیت روانی لازم برای درونی شدن وجدان مستقل و آرمان‌های لیبرال را فراهم می‌آورد. از «مردان جدید»... که توسط موعظه وسلیان بازسازی شد.» تمرین اعتدال در میان متدیست‌ها و نیز نپذیرفتن قمار، به آن‌ها این امکان را داد که فقر ثانویه را از بین ببرند و سرمایه انباشته کنند. افرادی که در کلیساهای متدیست و مدارس یکشنبه شرکت می‌کردند، «ویژگی‌ها و استعدادهایی را که در متدیسم ایجاد کرده بودند، در زندگی صنعتی و سیاسی به کار بردند و از آن‌ها به نمایندگی از طبقات کارگر به روش‌های غیرانقلابی استفاده کردند». مایکل هیل نویسنده و پروفسور می‌گوید که گسترش کلیسای متدیست در بریتانیای کبیر «یک خلاء اجتماعی و هم یک خلاء ایدئولوژیک» را در جامعه انگلیس پر کرد، بنابراین «کانال‌های تحرک اجتماعی و ایدئولوژیک را باز کرد… که علیه قطبی شدن عمل کرد، جامعه انگلیسی را به طبقات اجتماعی سفت و سخت تبدیل کرده‌است.» مورخ برنارد سمل استدلال می‌کند که «روش‌گرایی جنبشی ضدانقلابی بود که (تا حدی که موفق شد) موفق شد، زیرا انقلابی از نوع کاملاً متفاوت بود» که قادر به ایجاد تغییرات اجتماعی در مقیاس وسیع بود.

## نظریه‌های جایگزین
اسکاچپول نظریه خود را از نظریه‌های روانشناختی انقلاب («نظریه‌های روانشناختی کل»)، نظریه‌های سیستم‌ها و ارزش‌ها، و نظریه‌های مربوط به درگیری‌های سیاسی متمایز می‌کند. تد رابرت گور و کتاب او چرا مردم شورش می‌کنند به عنوان نمونه ای از یک نظریه روانشناختی با این نظریه توضیح می‌دهد که خشونت در نتیجه خشم ناشی از ناتوانی افراد در دستیابی یا انجام کارهایی که برایشان ارزش قائل هستند، وضعیتی به نام محرومیت نسبی را توضیح می‌دهد. چارلز تیلی با این کتاب از بسیج تا انقلاب به عنوان نمونه ای از نظریه درگیری سیاسی آورده شده‌است. او استدلال می‌کند که گروه‌های دارای منابع برای قدرت سیاسی رقابت می‌کنند و تغییر در دسترسی به منابع می‌تواند منجر به انقلاب شود: ۱۰ چالمرز جانسون با کتاب تغییر انقلابی خود، یک مدل مبتنی بر ارزش را مورد بحث قرار می‌دهد. جامعه بر حسب هماهنگی ارزش‌های مختلف که از طریق جامعه‌پذیری، هنجارها و قوانین تحقق می‌یابد، مدل‌سازی می‌شود که سپس نظم سیاسی را مشروعیت می‌بخشد. جانسون استدلال می‌کند که انقلاب زمانی اتفاق می‌افتد که این ارزش‌ها از بین بروند. اسکوپول همچنین استدلال می‌کند که نظریه‌های مارکسیستی می‌توانند برای درک انقلاب‌ها مفید باشند، اما بدون در نظر گرفتن نقش سازمان‌دهی دولت در انقلاب‌ها به جای تمرکز بر ساختارهای طبقاتی، توضیحی برای زمان وقوع یا عدم وقوع انقلاب‌ها ندارند.
اسکاچپول ادعا داشت که در حالی که انقلاب‌ها را می‌توان بر اساس این نظریه‌های جامعه شناختی توضیح داد، دشوار است که بفهمیم کدام توضیح درست است زیرا مفاهیم بسیار کلی هستند. او استدلال می‌کند که یک رویکرد تاریخی تطبیقی با مفاهیم جامعه‌شناسی مفید است.

## جستارهای پیوسته
- انقلاب سوماترای شرقی که به عنوان انقلاب اجتماعی سوماترا شرقی نیز شناخته می‌شود
- انقلاب آرام
- انقلاب روژاوا
- انقلاب رواندا که «انقلاب اجتماعی» نیز نامیده می‌شود.
- جشنواره انقلاب اجتماعی
- جامعه‌شناسی انقلاب

## برای مطالعهٔ بیشتر
- منظور آنارشیست‌ها از انقلاب اجتماعی چیست؟ از پرسش‌های متداول یک آنارشیست، جلد ۲ (۲۰۱۲)